# イブプロキサム
イブプロキサム（Ibuproxam）とは、非ステロイド性抗炎症薬の1種であるイブプロフェンをヒドロキサム酸にした有機化合物である。なお、CAS登録番号は53648-05-8である。

## 構造・製法
イブプロキサムの分子式はC13H19NO2で、分子量は221.1416 (Da)、モル質量は221.29546 (g/mol)である。イブプロフェンはカルボン酸だが、このカルボキシ基をアミドにし、さらにヒドロキサム酸にしたものがイブプロキサムである。したがって、イブプロキサムのベンジル位の炭素のうちの片方はキラル中心であり、1対の鏡像異性体が存在する。

## 性質
イブプロキサムは常温常圧で固体である。また、ヒトにおいて生理活性を持っており、非ステロイド性抗炎症薬の1種として利用できる。そして、実際に消炎鎮痛薬として使用される場合がある。